# Haplolabida
Haplolabida is een geslacht van vlinders van de familie spanners (Geometridae), uit de onderfamilie Larentiinae.

## Soorten
- H. coaequata (Prout, 1935)
- H. inaequata (Walker, 1861)
- H. lacrimans Herbulot, 1970
- H. marojejensis Herbulot, 1963
- H. monticolata (Aurivillius, 1910)
- H. pauliani Viette, 1975
- H. sjostedti (Aurivillius, 1910)
- H. viettei Herbulot, 1970